# Michael Farthofer
Michael Farthofer (Vancouver, Canadá, 8 de junio de 1955) es un deportista austríaco que compitió en vela en la clase Soling. Ganó una medalla de oro en el Campeonato Europeo de Soling de 1981.

## Palmarés internacional
| Campeonato Europeo | Campeonato Europeo | Campeonato Europeo | Campeonato Europeo |
| Año                | Lugar              | Medalla            | Clase              |
| ------------------ | ------------------ | ------------------ | ------------------ |
| 1981               | Attersee (Austria) | Medalla de oro     | Soling             |